# Mogadouro
Mogadouro là một huyện thuộc tỉnh Bragança, Bồ Đào Nha. Huyện này có diện tích 759 km², dân số thời điểm năm 2001 là 11235 người.